# Дума-Центр
Дума-Центр (араб. ناحية مركز دوما) — нохія у Сирії, що входить до складу району Дума провінції Дамаск. Адміністративний центр — м. Дума.